# Croton buchtienii
Espèce
Classification APG II (2003)
Croton buchtienii est une espèce de plantes à fleurs du genre Croton et de la famille des Euphorbiaceae présente en Bolivie.